# جیاره
جیاره (به ایتالیایی: Giarre) یک کومونه در ایتالیا است که در استان کاتانیا واقع شده‌است.

## خصوصیات
جیاره ۲۷ کیلومترمربع مساحت و ۲۷٬۷۸۵ نفر جمعیت دارد و ۸۱ متر بالاتر از سطح دریا واقع شده‌است.